# モルフォウ
モルフォウ(ギリシャ語：Μόρφου)、ギュゼルユルト(トルコ語：Güzelyurt)は北キプロスのギュゼルユルト地区の中心都市である。1974年のトルコのキプロス侵攻以前はギリシャ系が多数派だったが、現在はトルコ系が主である。人口は約1.8万人で、リンゴや野菜、グレープフルーツ、メロンが主要産品である。柑橘類の大部分は輸出され、残りはジュースや缶詰にして国内外で消費される。モルフォウ地区はキプロスの柑橘類の半分を生産する。2週間も続く蜜柑祭が有名である。

## 歴史
スパルタがアプロディーテーの誓いによってモルフォウを設立した。
中世には、「モルフォウ」や「テオモルフォウ」として知られていた。
16世紀〜17世紀のオスマン帝国時代には、亜麻の輸出で有名だった。

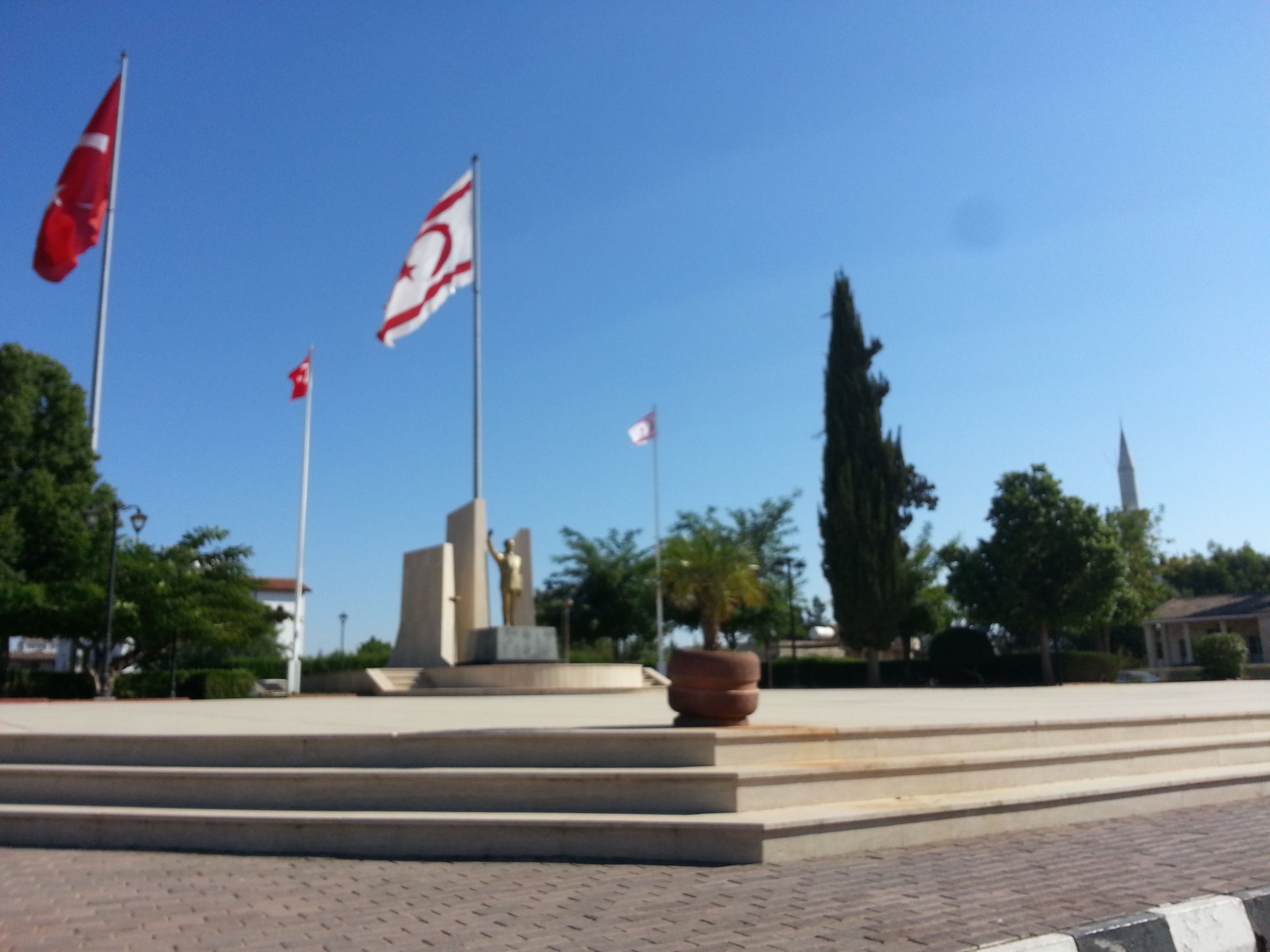
イノヌ広場

1907年〜1948年の間、モルフォウ駅はキプロス国鉄の主要駅だった。
1960年には、ギリシャ系が6480人、トルコ系が123人、マロン派が32人住んでいた。
1963年、血のクリスマス事件(キプロス内戦)が発生した。
1964年1月、これを受けてトルコ系住民の2/3が町から避難した。
1974年、トルコのキプロス侵攻によって、全ギリシャ系住民はモルフォウを離れキプロス島南部に避難した。モルフォウには南部(パフォス地区、パフォス、リマソール)から避難して来たトルコ系住民が移住し、避難民の町となった 。トルコから輸送網を通して水が届けられ、モルフォウの農業は維持されている。
2000年、北キプロス政府は、トルコにモルフォウに大学を設置するよう申請した。2005年、トルコの国立大学である中東工科大学がモルフォウ・キャンパスを開設した。

## 文化
1977年から町がモルフォウ蜜柑祭を開催している 。祭には地元やトルコの歌手・バンドが招待される。
2015年にはモデルやピンハニ、SOSが演奏した 。祭と同時期に、町がゴルフ大会を開催している。
モルフォウには、聖ママス教会イコン博物館とモルフォウ自然・考古学博物館がある。自然・考古学博物館にはキプロスの新石器時代からビザンチン時代の遺物や標本が収められている。
聖ママス教会は毎年ギリシャ系住民が集会を開いている。
1930年代のイギリス植民地時代にはバンダブリヤ市場が設置された。
モルフォウはen:Binatlı Yılmaz S.K.(サッカー)の本拠地である。 このチームは2014年〜2015年には第2部で試合をした。3位で終了し、第1部に昇格した。
en:Baf Ülkü Yurdu S.K.(サッカー)の本拠地でも有り、こちらは2015年〜2016年に第1部で試合をする。
町営劇場には北キプロスやトルコから劇団が訪れる。2014年には上映5,000回を突破した。

## 教会

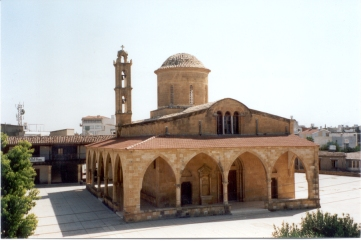
聖ママス教会

聖ママスはモルフォウ近郊の洞窟で隠者として暮らしたと伝えられている。伝説によると、彼はとても貧しく徴税に訪れた役人から逃げ続けた。町に戻る途中で捕まった際には、獅子の背中に乗って兵士を蹴散らし逃げた。この事件により彼は税を免除された。
教会は現在はイコン博物館になっている。

## 気候
モルフォウを含むキプロス島は、地中海性気候とステップ気候の境界に位置する。夏は暑く乾燥し、冬は寒く湿潤である
。
| モルフォウの気候       | モルフォウの気候 | モルフォウの気候 | モルフォウの気候 | モルフォウの気候 | モルフォウの気候 | モルフォウの気候 | モルフォウの気候 | モルフォウの気候 | モルフォウの気候 | モルフォウの気候 | モルフォウの気候 | モルフォウの気候 | モルフォウの気候 |
| 月                     | 1月              | 2月              | 3月              | 4月              | 5月              | 6月              | 7月              | 8月              | 9月              | 10月             | 11月             | 12月             | 年               |
| ---------------------- | ---------------- | ---------------- | ---------------- | ---------------- | ---------------- | ---------------- | ---------------- | ---------------- | ---------------- | ---------------- | ---------------- | ---------------- | ---------------- |
| 平均最高気温 °C （°F） | 16 (61)          | 16 (61)          | 17 (63)          | 21 (70)          | 26 (79)          | 28 (82)          | 31 (88)          | 32 (90)          | 30 (86)          | 26 (79)          | 22 (72)          | 18 (64)          | 23.6 (74.6)      |
| 平均最低気温 °C （°F） | 7 (45)           | 7 (45)           | 8 (46)           | 11 (52)          | 15 (59)          | 19 (66)          | 21 (70)          | 22 (72)          | 19 (66)          | 15 (59)          | 12 (54)          | 9 (48)           | 13.8 (56.8)      |
| 降水量 mm （inch）     | 73.6 (2.898)     | 60.9 (2.398)     | 60.9 (2.398)     | 17.7 (0.697)     | 10.2 (0.402)     | 0.0 (0)          | 0.0 (0)          | 0.0 (0)          | 5.1 (0.201)      | 27.9 (1.098)     | 38.1 (1.5)       | 109.2 (4.299)    | 403.6 (15.891)   |
| 平均降雨日数           | 6                | 5                | 4                | 2                | 1                | 0                | 0                | 0                | 1                | 2                | 3                | 8                | 32               |
| % 湿度                 | 72               | 70               | 69               | 73               | 70               | 70               | 69               | 69               | 70               | 69               | 72               | 73               | 70.5             |
| 出典：Weatherbase      |                  |                  |                  |                  |                  |                  |                  |                  |                  |                  |                  |                  |                  |